# Li Xiaolu (nadadora sincronizada)
Li Xiaolu –en chino, 李晓璐– (Xiangtan, 7 de noviembre de 1992) es una deportista China que compite en natación sincronizada.
Participó en los Juegos Olímpicos de Río de Janeiro 2016, obteniendo una medalla de plata en la prueba de equipo. Ganó tres medallas de plata en el Campeonato Mundial de Natación de 2015.

## Palmarés internacional
| Juegos Olímpicos   | Juegos Olímpicos        | Juegos Olímpicos | Juegos Olímpicos  |
| Año                | Lugar                   | Medalla          | Prueba            |
| ------------------ | ----------------------- | ---------------- | ----------------- |
| 2016               | Río de Janeiro (Brasil) | Medalla de plata | Equipo            |
| Campeonato Mundial |                         |                  |                   |
| Año                | Lugar                   | Medalla          | Prueba            |
| 2015               | Kazán (Rusia)           | Medalla de plata | Equipo técnico    |
| 2015               | Kazán (Rusia)           | Medalla de plata | Equipo libre      |
| 2015               | Kazán (Rusia)           | Medalla de plata | Combinación libre |